# Лайк

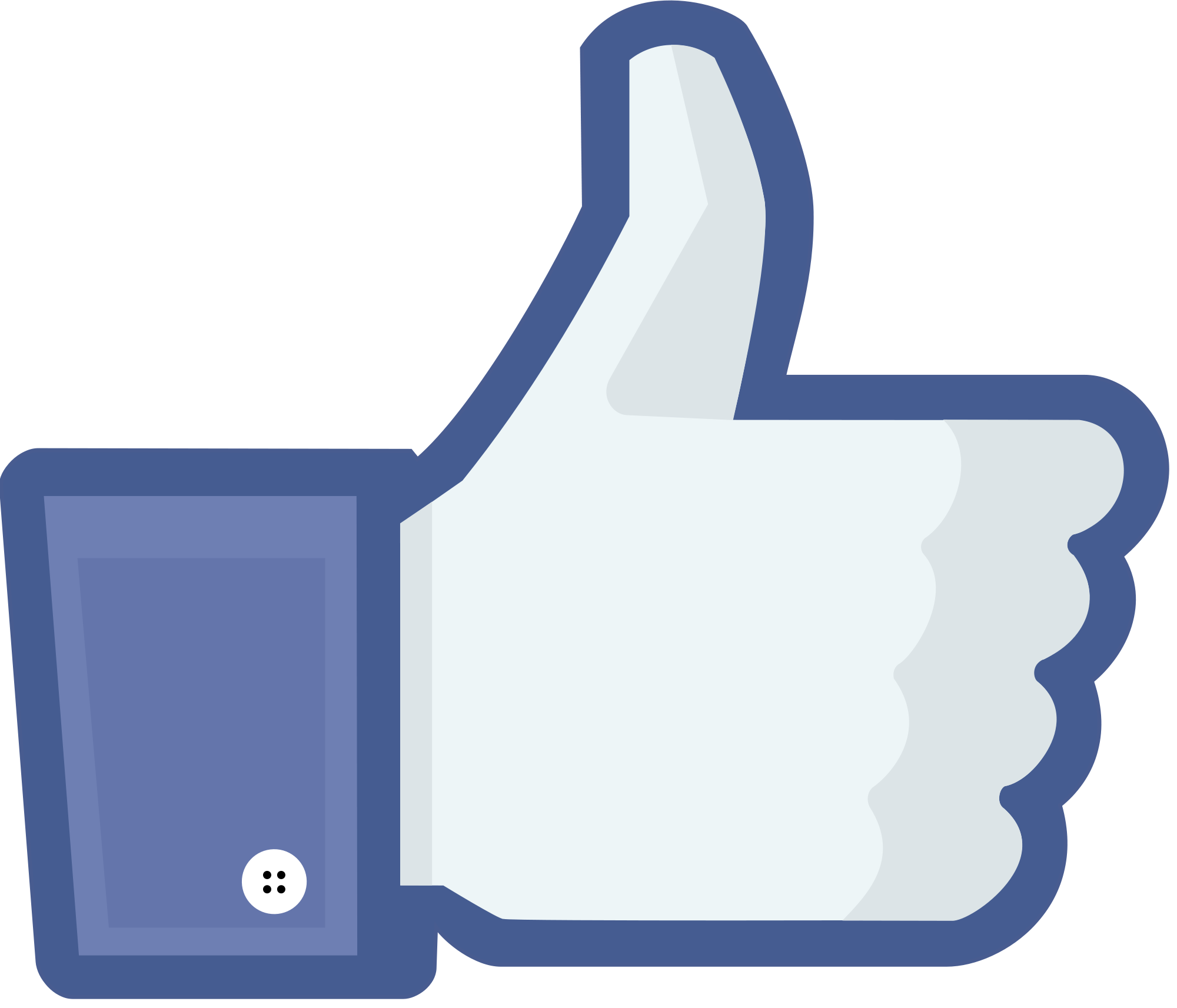
Лайк

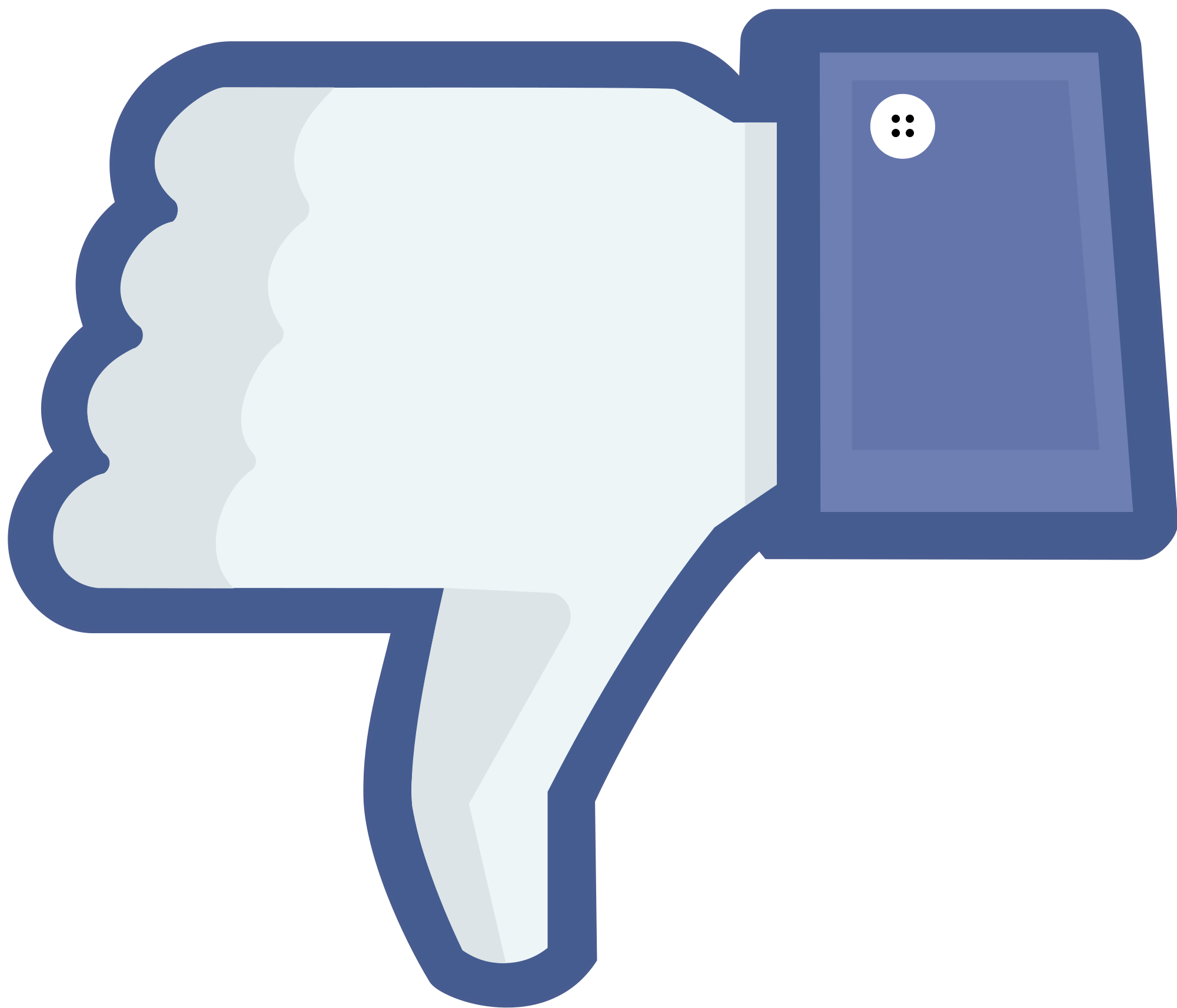
Дизлайк

Кнопка «Лайк», кнопка «Подобається» або «Вподобайка» (англ. like button, like option) — функція в комунікаційному програмному забезпеченні, призначеному для соціальних мереж, блогів, інтернет-форумів, сервісів соціальних закладок, новинних сайтів тощо, яка використовується для вираження ставлення користувачів до того чи іншого контенту.
Таким чином, кнопка «Подобається» потрібна для соціалізації вебсайту: зазначений нею об'єкт вбудовується в соціальний граф і взаємодіє з іншими вузлами графа.
Інші назви кнопки — «Мені подобається», «Мені сподобалося», «Клас!», «+1» («Плюс один»), «Like», «Лайк», Вподобання чи Вподобайка і т. ін.
В Інтернет-середовищі для позначення позитивної оцінки контенту за допомогою даної кнопки нерідко використовується дієслово лайкати (ставити лайки), утворений від її англійської назви (Like), сама ж позитивна оцінка іменується «лайк».

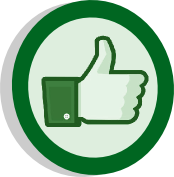
Лайк у Вікіпедії

Часто кнопка «Подобається» поєднує в собі можливість поділитися посиланням на вподобану сторінку в соціальній мережі / блозі тощо. Інколи деякі сайти мають кнопку «Не подобається» (або іншу кнопку зі схожою назвою і метою (наприклад, «Дизлайк» (англ. Dizlike)) для вираження несхвалення до змісту вебсторінки. Інтернет-сервіси, які мають такі кнопки, зазвичай показують кількість користувачів, яким це сподобалось чи не сподобалось. Є й альтернатива цим методам вираження реакції на зміст, наприклад, написання коментаря (коментування). Деякі вебсайти також містять кнопку дизлайк, тому користувач може голосувати за, проти чи нейтрально. Інші вебсайти містять складніші системи голосування за вебвмістом, наприклад, п'ять зірок або кнопки реакцій, що показують ширший діапазон емоцій до вмісту.

## Історія
Вперше патент на кнопку з такою функціональністю був поданий голландським програмістом Ван дер Меєром в 1998 році. У створеній ним соцмережі Surfbook був механізм перенесення даних, зі сторонніх сайтів після натискання кнопки, на сторінку особистого щоденника користувача.
У квітні 2010 року така кнопка, з назвою «Like», з'явилася в соцмережі Facebook. У лютому 2013 року Rembrandt Social Media, спадкоємці Ван дер Меєра, подали в суд на американську компанію за порушення патентів 15-річної давності. У червні 2014 року Facebook успішно відстояв свої інтереси в суді.
З жовтня 2015 року Facebook тестує в деяких країнах заміну Like на нову функцію «Reaction» (укр. Реакція; реагування), яка дає користувачам більше способів для вираження свого ставлення до контенту, дозволяючи вибрати точніші емоційні відтінки оцінки.

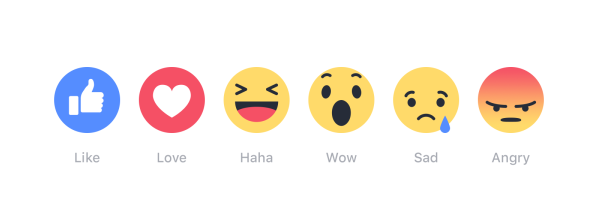
Реакції: Лайк (Подобається), Сердечко (Люблю), Ха-ха, Овва! (Вау!), Сумно (Сумую; Плачу), Злість (Злий; Розлючений)

## Питання безпеки
Всі соціальні кнопки є найбільш поширеним варіантом відстежуваних елементів (Web beacon або Web bugs). Вони дозволяють власникам великих соціальних мереж відстежувати відвідування практично всіх сторінок інтернету, навіть у випадку, якщо відвідувач не є користувачем соціальної мережі.
Часто кнопка «Подобається», або її аналоги, вставляється власниками сторонніх сайтів як віджет соціальних мереж, що може привести до стеження за діями користувача з метою більш точного показу реклами й витоку особистої інформації, — що багатьма розглядається як порушення принципу конфіденційності персональних даних. Інформація про відвідувані сайти стає доступна компаніям, соціальні кнопки яких розміщені на сторінці. Відстеження відвідувань може вестися не тільки за користувачами соціальних мереж, але і взагалі за будь-якими відвідувачами.

## Реалізація

### Vimeo
Перша подібна кнопка була створена у 2005 році на Vimeo. Це повинно було бути більш звичною альтернативою «обраних», і було натхненне «Diggs'ами» з сайту Digg.com.

### FriendFeed
Подібну кнопку вперше було оголошено функцією FriendFeed 30 жовтня 2007 року і було популяризовано в цій спільноті. Пізніше ця функція була інтегрована в Facebook, перш ніж FriendFeed було придбано Facebook 10 серпня 2009 року.

### Facebook
Кнопка Facebook, яка виконана у вигляді руки, що показує «палець вгору». Спочатку він (вигляд кнопки) обговорювався як зірка або знак плюс, а під час розробки ця функція називалася awesome замість like. Вона була введена 9 лютого 2009 року. У травні 2016 року Facebook представив реакції — новий спосіб висловити емоції людей до повідомлень у Facebook.

### YouTube
У 2010 році, у рамках ширшого редизайну служби, YouTube перейшов із рейтингової системи на основі зірочок на кнопки Like/Dislike (Лайк/Дизлайк). За попередньою системою користувачі могли оцінювати відео в масштабі від 1 до 5 зірок; Співробітники YouTube стверджували, що ця зміна показує загальне використання системи.
У 2012 році YouTube ненадовго експериментував із заміною кнопок Лайк і Дизлайк кнопкою Google+ +1.
У 2019 році, після негативної реакції на YouTube Rewind 2018, YouTube зараз розглядає варіанти боротьби з «нелюбов'ю», включаючи можливість повністю видалити кнопку Дизлайк. Відео з великою кількістю дизлайків на YouTube є «Baby» Джастіна Бібера.
На відміну від кількості переглядів, кількість дизлайків на відео YouTube зазвичай не заморожена (не вимкнена), хоча рідко її можна заморозити з невідомих причин.

### Google

Google +1

Google має подібну кнопку, що називається +1 (інтернет-жаргон «мені подобається це» або «я згоден»), який був введений в червні 2011 року. У серпні 2011 року кнопка +1 також стала піктограмою поширення.

### Reddit
На Reddit (система дощок оголошень), користувачі можуть позитивно і негативно оцінювати повідомлення (і коментарі до повідомлень). Голоси сприяють «кармі» оголошень і коментаторів (для загального рейтингу користувача на Reddit).

### VK
Кнопки лайк ВКонтакті використовуються для оцінки повідомлень, коментарів, медіа та зовнішніх сайтів, що діють по-іншому від системи Facebook. Вподобаний вміст не буде автоматично виведений на стіну користувача, але буде збережено у приватному розділі вибраного.

## Цікавий факт
- Станом на 2017 рік, користувачі «ВКонтакті» щодня використовують кнопку «Мені подобається» понад мільярд разів.[26]